# Мэтти, Дален
Дален Мэтти (англ. и африк. Dalene Matthee; 13 октября 1938, Риверсдейл, Капская провинция, ЮАС — 20 февраля 2005, Мосселбай, Эден, Западно-Капская провинция, ЮАР) — южноафриканская писательница. Широкую известность получила благодаря своими четырём «Лесным романам», написанным в одном из лесов Южной Африки. Её книги были переведены на четырнадцать языков, включая английский, французский, немецкий, испанский, итальянский, иврит и исландский, и более миллиона экземпляров были проданы по всему миру.
Потомок великого шотландского писателя сэра Вальтера Скотта.

## Биография
Родилась 13 октября 1938 года в городе Риверсдейле, что ныне находится в Западно-Капской провинции. После окончания местной средней школы в 1957 году изучала музыку в консерватории в Оудсхорне, а также в Ковенте Святого Креста в Граафф-Рейнете. Её первой книгой была детская сказка «Die Twaalfuurstokkie», опубликованная в 1970 году. В 1982 году был также опубликован сборник рассказов под названием «Die Judasbok».
Она получила множество литературных премий за свои знаменитые произведения, а «Fiela’s Child» и «Circles in a Forest» были сняты в кино. После недолгой болезни, вызванной сердечной недостаточностью, она умерла 20 февраля 2005 года в Моссел-Бей, пережив трёх своих дочерей. Её муж, Лариус, умер в 2003 году.

## Работы
- Kringe in 'n bos (Circles in a Forest) (1984)
- Fiela se Kind (Fiela’s Child) (1985)
- Moerbeibos (The Mulberry Forest) (1987)
- Toorbos (Dream Forest) (2003)
- Die twaalfuurstokkie (The twelve-o'-clock stick) (1970)
- ’n Huis vir Nadia (A House for Nadia) (1982)
- Petronella van Aarde, Burgemeester (Petronella van Aarde,Mayor) (1983)
- Brug van die esels (The Bridge of Mules) (1992)
- Susters van Eva (Sisters of Eve) (1995)
- Pieternella van die Kaap (Pieternella of the Cape) (2000)
- Die Uitgespoeldes (Driftwood) (2005)